# Cistanche laxiflora
Cistanche laxiflora là loài thực vật có hoa thuộc họ Cỏ chổi. Loài này được Aitch. & Hemsl. mô tả khoa học đầu tiên năm 1888.